# 高背近鰕鱂
高背近鰕鱂，為輻鰭魚綱鯉齒目鰕鱂亞目溪鱂科的其中一種，為熱帶淡水魚，分布於南美洲巴西亞馬遜河、Xingu河流域，體長可達1.8公分，棲息在季節性水塘，生活習性不明。

## 擴展閱讀
維基物種上的相關：高背近鰕鱂